# Anstalt des öffentlichen Rechts (Deutschland)
Eine Anstalt des öffentlichen Rechts (AöR, AdöR) ist in Deutschland eine mit Sachmitteln (z. B. Gebäude, Fuhrpark) und Personal (Planstellen für Beamte, Stellen für Arbeitnehmer) ausgestattete juristische Person des öffentlichen Rechts, die von einem Träger der öffentlichen Verwaltung gehalten wird und dauerhaft einem öffentlichen Zweck dient.
Anders als Körperschaften des öffentlichen Rechts (z. B. Kommunen, Universitäten, Handwerks- und Ärztekammern) haben Anstalten des öffentlichen Rechts keine Mitglieder, sondern Nutzer (auch Benutzer oder Beteiligte). Nutzer können Bürger, Unternehmen und auch Behörden sein. Das Verhältnis zwischen Anstalt und Nutzern wird durch eine Anstaltsordnung bestimmt.

## Rechtsfähigkeit
Es werden rechtsfähige und nichtrechtsfähige Anstalten des öffentlichen Rechts unterschieden. Rechtsfähige Anstalten können Träger von Rechten und Pflichten sein (§ 31, § 89 BGB). Sie können also z. B. selbst vor Gericht klagen und verklagt werden. Nach der Rechtsfähigkeit können die Anstalten des öffentlichen Rechts in drei Gruppen unterteilt werden:
- Vollrechtsfähige Anstalten des öffentlichen Rechts haben eine eigene Rechtspersönlichkeit, sind rechtlich aus der allgemeinen Staatsverwaltung ausgegliedert und daher selbst rechtsfähig. Sie haben oft Dienstherrnfähigkeit, können also eigene Beamte haben. Sie werden durch oder aufgrund eines Gesetzes errichtet, verändert und aufgelöst. Beispiele: die Landesrundfunkanstalten, das ZDF, die Versorgungsanstalt des Bundes und der Länder, viele Sparkassen und das Bundesinstitut für Risikobewertung (BfR) in Berlin.
- Teilrechtsfähige Anstalten des öffentlichen Rechts sind in die allgemeine Staatsverwaltung eingeordnet und nur Dritten gegenüber vermögensrechtlich selbständig. Sie können insoweit im Rechtsverkehr selbst klagen und auch selbst verklagt werden. Beispiel: Deutscher Wetterdienst.
- Nichtrechtsfähige Anstalten bilden nur organisatorisch selbständige Einheiten, sind aber rechtlich Teil einer juristischen Person, zumeist einer Gebietskörperschaft. Beispiele: Schulen (in der Regel unselbständige Einrichtungen der Gemeinden, Kreise und kreisfreien Städte), Justizvollzugsanstalten (in der Regel Einrichtungen der Länder), das Technische Hilfswerk (THW), die Bundeszentrale für politische Bildung (von der Bundesrepublik Deutschland getragen), auch spezielle Landeseinrichtungen wie die Wohnraumversorgung Berlin. Manchmal werden sie behördenintern auch als Institut oder Einrichtung bezeichnet, z. B. die Bundesanstalt für Straßenwesen, obwohl sie Anstaltscharakter haben.

## Terminologie
Aus dem Namen, der das Wort „Anstalt“ enthält, lässt sich nicht immer auf die Rechtsform und eine Rechtspersönlichkeit schließen. Die ehemalige Bundesversicherungsanstalt für Angestellte (jetzt Deutsche Rentenversicherung Bund), die in den Bundesländern ansässigen Landesversicherungsanstalten (jetzt Deutsche Rentenversicherung [Landesbezeichnung]) und die ehemalige Bundesanstalt für Arbeit (jetzt Bundesagentur für Arbeit) waren trotz ihrer Bezeichnungen keine Anstalten, sondern Körperschaften des öffentlichen Rechts.
Bundesoberbehörden können gleichzeitig bundesunmittelbare, nicht rechtsfähige Anstalten sein, beispielsweise die Bundesanstalt für Materialforschung und -prüfung, die ehemalige Biologische Bundesanstalt für Land- und Forstwirtschaft und die Physikalisch-Technische Bundesanstalt.
Im Landesorganisationsrecht von Mecklenburg-Vorpommern wird der Begriff der Anstalt des öffentlichen Rechts auf die Einrichtungen mit eigener Rechtspersönlichkeit reduziert. § 10 Abs. 2 des mecklenburg-vorpommerschen Landesorganisationsgesetzes definiert die Anstalt des öffentlichen Rechts als verselbständigte, in der Regel nicht mitgliedschaftlich organisierte rechtsfähige Verwaltungseinheit, die zur dauerhaften Wahrnehmung von Aufgaben im öffentlichen Interesse errichtet wird.

## Trägerschaft
Nach dem Träger unterscheidet man bundesunmittelbare Anstalten (Bundesanstalten, in Trägerschaft des Bundes) und landesunmittelbare Anstalten des öffentlichen Rechts (Landesanstalten, Träger sind Bundesländer). Darüber hinaus gibt es zunehmend auch kommunale Anstalten des öffentlichen Rechts.

### Bundesebene
Die administrative Organisationshoheit steht nach Art. 83 GG den Ländern zu; der Bund kann Anstalten des öffentlichen Rechts daher nur gründen, wenn ihm die bundeseigene Verwaltungskompetenz für das Fachgebiet, das er auch verwaltungstechnisch ausführen möchte, zusteht. Ein häufiger Anwendungsfall zur Schaffung von Bundesbehörden ist Art. 87 Abs. 3 GG; hiernach genügt die Gesetzgebungszuständigkeit des Bundes, um auch organisatorisch mit der Gründung neuer Bundesoberbehörden oder – in eher seltenen Fällen – mit neuen bundesunmittelbaren Anstalten des öffentlichen Rechts die Länder von der Ausführungszuständigkeit zu verdrängen.
Beispiele für Anstalten des öffentlichen Rechts in Bundesträgerschaft sind das THW, die Deutsche Nationalbibliothek, die BaFin, die Deutsche Welle, die Kreditanstalt für Wiederaufbau (KfW), die Versorgungsanstalt des Bundes und der Länder (VBL) und früher die Treuhandanstalt.

### Landesebene
Anstalten des öffentlichen Rechts der Länder sind die meisten öffentlich-rechtlichen Rundfunkanstalten wie BR, HR, MDR, NDR, RB, RBB, SWR, SR, WDR und das ZDF, nicht aber das Deutschlandradio, das eine Körperschaft des öffentlichen Rechts ist. Auch die Landesmedienanstalten sind häufig Anstalten des öffentlichen Rechts, ebenso die Landesbanken der Länder. Universitäten und Fachhochschulen (die jedoch in der Regel als Körperschaften des öffentlichen Rechts oder neuerdings auch als Stiftungen des öffentlichen Rechts verfasst sind), Studentenwerke und im Eigentum der Länder befindliche Krankenhäuser, insbesondere Universitätsklinika, sowie Landesforstverwaltungen (z. B. Bayerische Staatsforsten) können als Anstalt des öffentlichen Rechts des Landes organisiert sein. Auch Börsen sind auf Landesebene organisiert.

### Kommunalebene
Kommunale Anstalten des öffentlichen Rechts sind häufig die öffentlich-rechtlichen Sparkassen, die in der Regel von einem oder mehreren Stadt- und/oder Landkreisen getragen werden. Nach Maßgabe des Landesrechts können auch die zugelassenen kommunalen Träger der Grundsicherung für Arbeitsuchende („Hartz IV“) nach dem SGB II rechtsfähige Anstalten des öffentlichen Rechts gründen, die als „besondere Einrichtung“ nach § 6a SGB II für die Erfüllung der entsprechenden Aufgaben zuständig sind.
Darüber hinaus wird Kreisen und Gemeinden durch Landesgesetz zunehmend gestattet, auch im Übrigen sogenannte kommunale Anstalten des öffentlichen Rechts zu errichten und bestehende Eigenbetriebe, Regiebetriebe oder gemeindeeigene Kapitalgesellschaften (GmbH, AG) in kommunale Anstalten des öffentlichen Rechts umzuwandeln. Häufiger Anwendungsfall hierfür sind Einrichtungen der kommunalen Daseinsvorsorge (z. B. bei der Abwasserbeseitigung, der Abfallentsorgung oder dem ÖPNV).
Beispiele für den ÖPNV sind:
- Verkehrsverbund Rhein-Ruhr  AöR (VRR),
- Berliner Verkehrsbetriebe AöR (BVG) oder
- Verkehrsunternehmen Wartburgmobil gkAöR (VUW).

Im Unterschied zu Eigenbetrieben und Regiebetrieben der Gemeinde sind kommunale Anstalten des öffentlichen Rechts rechtsfähig und besitzen oft die Dienstherrnfähigkeit, können also eigene Beamte ernennen.

### Ebenenübergreifende Mischformen
In einem föderal gegliederten Staat kann es erforderlich sein, dass Anstalten von verschiedenen Ebenen gemeinsam getragen werden, um ebenenübergreifende Aufgaben zu erfüllen oder eine ebenenübergreifende Koordinierung der Erfüllung von Aufgaben sicherzustellen. Eine solche Mischform ist die Föderale IT-Kooperation (FITKO) als vom Bund und den Ländern gemeinsam getragener Anstalt des öffentlichen Rechts. Dabei haben sich in diesem Fall der Bund und die Länder vertraglich darauf geeinigt, das hessische Landesrecht als Organisationsrecht für die Anstalt anzuwenden.

## Handlungsform
Anstalten des öffentlichen Rechts handeln im Allgemeinen in den Formen des Verwaltungsrechts, erlassen also Verwaltungsakte. Gesetzlich kann für den Bürger ein Anschluss- und Benutzungszwang vorgesehen sein. Die Rundfunkanstalten der Länder sind von der Geltung der Verwaltungsverfahrensgesetze der Länder häufig ausgenommen, was gleichwohl nicht auszuschließen vermag, dass sie Verwaltungsakte erlassen (analog dem VwVfG des Landes). Teilweise handeln AöRs dem Bürger gegenüber in den Formen des Zivilrechts, so dass die Schlichtung von Streitigkeiten dann den Zivilgerichten zufällt (z. B. beim Deutschen Wetterdienst, § 5 DWDG).

## Haftung und Insolvenz
Der Träger ist verpflichtet, seine Anstalt mit den zur Erfüllung ihrer Aufgaben notwendigen finanziellen Mitteln auszustatten (Anstaltslast) und so für die Dauer ihres Bestehens funktionsfähig zu erhalten. Der Träger haftet für die Verbindlichkeiten der Anstalt subsidiär grundsätzlich unbegrenzt. Diese Gewährträgerhaftung dient dem Gläubigerschutz.
Für die Tätigkeit nichtrechtsfähiger Anstalten des öffentlichen Rechts haftet der Träger Dritten gegenüber uneingeschränkt, denn sie sind mit der Rechtsperson des Trägers identisch. Nichtrechtsfähige AöRs sind in der Regel nicht insolvenzfähig, weil ihre Träger es auch nicht sind: Bund und Länder gemäß § 12 Abs. 1 Nr. 1 InsO sowie Gemeinden, wenn das Landesrecht dies bestimmt (§ 12 Abs. 1 Nr. 2 InsO), was vielfach geschehen ist.
Bei den rechtsfähigen und teilrechtsfähigen Anstalten des öffentlichen Rechts ist die Gewährträgerhaftung nicht uneingeschränkt garantiert. Bei den kommunalen Anstalten des öffentlichen Rechts in Niedersachsen hat der Gesetzgeber aus vergaberechtlichen Gründen eine Gewährträgerhaftung ausgeschlossen. Angesichts der Haltung, die die Europäische Kommission zur Anstaltslast und Gewährträgerhaftung einnehme, sei es – so wurde im Gesetzgebungsverfahren argumentiert – nicht empfehlenswert, neue Gewährträgerhaftungen für im Wettbewerb stehende öffentlich-rechtliche Einrichtungen zuzulassen. Der Vergabesenat des OLG Celle habe darauf hingewiesen, dass eine Anstalt öffentlichen Rechts als Bieterin in einem Vergabeverfahren ausgeschlossen sei, weil dies den Wettbewerb verzerre. Es verstoße gegen das Gebot der Chancengleichheit, wenn ein Unternehmen, das keinem Insolvenzrisiko ausgesetzt sei, in Wettbewerb mit Unternehmen trete, die dieses Risiko tragen müssten. Andere Gesetzgeber sind dieser Überlegung nicht gefolgt. In Hessen beispielsweise besteht die Gewährträgerhaftung durch die Gemeinde bei kommunalen AöR uneingeschränkt.
Anstalten des öffentlichen Rechts nach Bundesrecht sind insolvenzunfähig, wenn eine Spezialregelung dies bestimmt (z. B. § 6 Abs. 3 Gesetz über die Bundesanstalt für Immobilienaufgaben; § 17 Abs. 4 Gesetz über die Errichtung einer Bundesanstalt für den Digitalfunk der Behörden und Organisationen mit Sicherheitsaufgaben). Öffentlich-rechtliche Körperschaften, Anstalten und Stiftungen der Länder sind grundsätzlich nicht insolvenzfähig. Das gilt vor allem für die öffentlich-rechtlichen Rundfunkanstalten und die Medienanstalten der Länder.
Bei Anstalten, die stärker am Wirtschaftsleben und am Wettbewerb teilnehmen (z. B. Sparkassen, Landesbausparkassen, Landesbanken, öffentlich-rechtliche Bank- und Kreditinstitute, öffentlich-rechtliche Versicherungsunternehmen) ist ein Insolvenzverfahren dagegen möglich. Auch die Hamburg Port Authority ist insolvenzfähig.

## Formwechsel
Anstalten des öffentlichen Rechts können (ebenso wie Körperschaften des öffentlichen Rechts) im Falle eines Formwechsels nur die Rechtsform einer Kapitalgesellschaft erlangen. Ein solcher Formwechsel ist nur bei rechtsfähigen Anstalten möglich, und wenn das Bundes- oder Landesrecht es zulässt (§ 301 UmwG).